# Grojdibodu
Grojdibodu – wieś w Rumunii, w okręgu Aluta, w gminie Grojdibodu. W 2011 roku liczyła 2162 mieszkańców.